# Croix de chemin de Renaucourt
La croix de chemin de Renaucourt est une croix située à Renaucourt, en France.

## Localisation
La croix est située sur la commune de Renaucourt, dans le département français de la Haute-Saône.

## Historique
L'édifice est classé au titre des monuments historiques en 1975.